# Mary Alice
Mary Alice Smith, dite Mary Alice,  née le 3 décembre 1936 à Indianola dans le Mississippi et morte le 27 juillet 2022 à New York, est une actrice américaine.

## Biographie

### Jeunesse
L'une de cinq enfants, Mary Alice Smith est née le 3 décembre 1936 à Indianola au Mississippi et grandit à Chicago,. Son père, Sam, travaillait dans une buanderie et sa mère, Ozelar, travaillait dans une usine. Plusieurs sources lui donnent pour année de naissance l'année 1936 et l'année 1941.

### Carrière
Mary Alice débute sur scène dans sa ville natale puis au cinéma en 1974 dans The Education of Sonny Carson. À la télévision, elle apparaît notamment dans les séries Sergent Anderson et Sanford and Son. Elle joue également le rôle d'Ellie Grant Hubbard dans le soap opera La Force du destin au début des années 1980, et celui de Leticia Bostic dans Campus Show, de 1988 à 1989.
Elle joue dans des films tels que Malcolm X (1992), The Inkwell (1994) et Loin d'ici avec Alfre Woodard. Elle remplace Gloria Foster dans Matrix Revolutions et le jeu vidéo Enter the Matrix dans le rôle de l'Oracle, après le décès de celle-ci en 2001',.
En 1987, elle reçoit le Tony Award du meilleur second rôle féminin dans une pièce pour Fences. Elle remporte aussi le Emmy Award du meilleur second rôle féminin dans une série dramatique en 1993 pour Les Ailes du destin. En 2000, elle entre au American Theater Hall of Fame (en).
Elle met un terme à sa carrière en 2005.

### Mort
Mary Alice meurt le 27 juillet 2022 à New York.

## Théâtre
- 1969–1971 : No Place to Be Somebody : Cora Beasley
- 1987–1988 : Fences : Rose
- 1994–1995 : The Shadow Box : Maggie
- 1995 : Having Our Say: The Delany Sisters' First 100 Years : Dr Bessie Delaney

## Filmographie

### Cinéma
- 1974 : The Education of Sonny Carson : Moms
- 1976 : Sparkle : Effie
- 1981 : The Color of Friendship : Mrs. Garth
- 1984 : Beat Street : Cora Kirkland
- 1984 : Concealed Enemies : Edith Murray
- 1984 : Ras les profs ! : Linda Ganz
- 1985 : Charlotte Forten's Mission: Experiment in Freedom : Blind Lily
- 1990 : To Sleep with Anger : Suzie
- 1990 : Le Bûcher des vanités : Annie Lamb
- 1990 : L'Éveil : l'infirmière Margaret
- 1992 : Malcolm X : l'institutrice
- 1993 : Un monde parfait : Dottie
- 1993 : Graine de star : Mrs. Gordon
- 1994 : The Inkwell : Evelyn
- 1995 : Heading Home : ?
- 1996 : Pluie de roses sur Manhattan : Alice
- 1998 : Loin d'ici (Down in the Delta) : Rosa Lynn Sinclair
- 1999 : Catfish in Black Bean Sauce : Dolores Williams
- 1999 : The Wishing Tree : Mattie
- 2000 : The Photographer : Violet
- 2002 : Sunshine State : Mrs. Eunice Stokes
- 2002 : The Life (court-métrage) : Emiline Crane
- 2003 : Matrix Revolutions : L'Oracle

### Télévision

#### Téléfilms
- 1974 : The Sty of the Blind Pig : Alberta Warren
- 1976 : Just an Old Sweet Song : Helen Mayfield
- 1979 : Lawman Without a Gun : Minnie Hayward
- 1983 : The Brass Ring : Mrs. Hauser
- 1993 : Laurel Avenue : Maggie Arnett
- 1994 : The Vernon Johns Story : Altona
- 1995 : Ray Alexander: A Menu for Murder : Adele Thompson
- 2001 : The Last Brickmaker in America : Dorothy Cobb

#### Séries télévisées
- 1975 : Sergent Anderson : Marnie (épisode Target Black)
- 1975 : Sanford and Son : Frances Victor (2 épisodes)
- 1975 : Good Times : Loretta (épisode The Baby)
- 1975 : The Family Holvak : Samantha Wilson (épisode The Tribute)
- 1976 : Insight : Karen Fuller (épisode Juvie)
- 1976 : Serpico : Angel (épisode The Traitor in Our Midst)
- 1976 : Visions : Evelyn Burrell (épisode Scenes from the Middle Class)
- 1980 : La Force du destin (All My Children) : Ellie Grant Hubbard
- 1988–1989 : Campus Show (A Different World) : Leticia Bostic (19 épisodes)
- 1989 : The Women of Brewster Place : Fannie Michael (2 épisodes)
- 1990 : La Loi de Los Angeles : Maxine Manley (épisode Watts a Matter?)
- 1992 : Les Ailes du destin : Marguerite Peck (7 épisodes)
- 1993 : New York, police judiciaire : Virginia Bryan (épisode Mother Love)
- 1994 : Great Performances (épisode Paddy Chayefsky's 'The Mother)
- 1997 : Orleans : Ella Clark (épisode Baby-Sitting)
- 1999 : Cosby : Loretta (3 épisodes)
- 2000 : Les Anges du bonheur : Georgia Bishop (épisode God Bless the Child)
- 2000 : Providence : Abby Franklin (épisode The Gift)
- 2001 : Soul Food : Les Liens du sang : Mrs. Pettaway (épisode Sex and Money)
- 2002 : Oz : Eugenia Hill (épisode Visitation)
- 2004 : Line of Fire : Jackie Simon (épisode The Senator)
- 2004 : The Jury : Elaine Nebatoff (épisode Memories)
- 2005 : Kojak : Joyce (épisode All That Glitters)

## Jeu vidéo
- 2003 : Enter the Matrix : l'Oracle

## Distinctions

### Récompenses
- Tony Awards 1987 : meilleur second rôle féminin dans une pièce pour Fences
- Drama Desk Awards 1987 : meilleur second rôle féminin dans une pièce pour Fences
- Emmy Awards 1993 : meilleur second rôle féminin dans une série dramatique pour Les Ailes du destin
- CableACE Awards 1994 : meilleure actrice dans un film ou une mini-série pour Laurel Avenue

### Nominations
- Independent Spirit Awards 1991 : meilleure actrice pour To Sleep with Anger
- Emmy Awards 1992 : Meilleur second rôle féminin dans une série dramatique pour Les Ailes du destin
- Drama Desk Awards 1995 : Meilleure actrice dans une pièce pour Having Our Say
- Tony Awards 1995 : Meilleure actrice dans une pièce pour Having Our Say
- Black Reel Awards 2004 : meilleur second rôle féminin pour Matrix Revolutions